# 駐屯地業務隊
駐屯地業務隊（ちゅうとんちぎょうむたい）は、陸上自衛隊の駐屯地に設置され、駐屯地の管理業務や隣接（管理下）の演習場・射撃場の維持管理等を行う諸職種混成部隊である。

## 概要
駐屯地業務隊長は方面総監の指揮監督を受け、当該駐屯地業務隊の隊務を統括する。隊長には1等陸佐もしくは2等陸佐が充てられる。
車両等の表示は、駐屯地名の頭文字一文字（二文字の場合あり、細部は方面総監が定める）を使用して○業。文書番号などでの略称は、駐屯地名を冠して○○駐業、もしくは○○GSvc（General Serviceの略）と表記する。
内外の広報業務は駐屯地司令職務担任部隊に編成される「司令業務室または司令職務室」・「広報班」が行う。駐屯地の直接的な警備については、駐屯部隊持ちまわりによる警衛隊が行う（警衛隊は陸上自衛隊においては正式な部隊ではなく、警衛司令を含め全てが日直制である）。会計業務については会計隊が、通信業務については基地システム通信部隊が、犯罪捜査については警務隊が、保全・各種調査は自衛隊情報保全隊派遣隊がそれぞれ担当する。
所在駐屯地とは別に隷属する分屯地や、駐屯地業務隊を置かない駐屯地（学校等の機関）に対して必要に応じて駐屯地業務を一部支援する場合もある。

## 分科
- 総務科：隊および駐屯地全般としての総務的な業務・人事・郵政・気象観測・外来部隊の宿泊等の管理等を実施する。
- 管理科：駐屯地内での水道・電気・ボイラー等のパイプラインの施設維持整備。使用する車両の維持管理。隣接する演習場・射撃場の管理業務、駐屯地内消防隊の編成等を実施する。
- 補給科：駐屯地内における被服や燃料をはじめとする調達や修理など、各種補給業務。糧食班（要は給食部門）の管理運営等を実施する。
- 厚生科：駐屯地の福利厚生業務等を担当。福祉事業（貯金経理等）や給付事業（年金・健康保険等）、隊内設置の売店などの管理等を実施する。
- 衛生科：駐屯地内の軽病人等の治療・各種衛生業務等を担当（駐屯地医務室などの管理）。※対応出来ない病状の場合は陸上自衛隊駐屯地用の救急車で外部の病院へ搬送する。

## 駐屯地業務隊の一覧
※記載事項　駐屯地名「車両表示」（隊長階級）、管理する演習場、管理する射場、管理する訓練場、隷属する分屯地

### 北部方面総監の指揮監督を受ける駐屯地業務隊
- 名寄駐屯地業務隊「名業」（2等陸佐）、名寄演習場・鬼志別演習場、名寄射撃場、知駒岳訓練場、稚内分屯地・礼文分屯地が隷属。
- 留萌駐屯地業務隊「留業」（2等陸佐）、留萌演習場・マサリベツ演習場、留萌射撃場、天塩訓練場
- 遠軽駐屯地業務隊「遠業」（2等陸佐）、遠軽演習場。
- 旭川駐屯地業務隊「旭業」（1等陸佐（二））、近文台演習場、鷹栖射撃場、春光弾薬庫、沼田分屯地・近文台分屯地が隷属。
- 上富良野駐屯地業務隊「上富業」（2等陸佐）、上富良野演習場、多田分屯地が隷属。

- 美幌駐屯地業務隊「美幌業」（2等陸佐）、美幌訓練場、地美幌射撃場
- 別海駐屯地業務隊「別業」（2等陸佐）、矢臼別演習場。
- 釧路駐屯地業務隊「釧業」（2等陸佐）、別保射撃場、釧路着陸場、標津分屯地が隷属。
- 帯広駐屯地業務隊「帯業」（1等陸佐（二））、幕別射撃場、浜大樹訓練場、足寄分屯地が隷属。
- 鹿追駐屯地業務隊「鹿業」（2等陸佐）、然別演習場。

- 北千歳駐屯地業務隊「北千業」（2等陸佐）。
- 東千歳駐屯地業務隊「東千業」（1等陸佐（二））、北海道大演習場（東千歳地区）。
- 北恵庭駐屯地業務隊「北恵業」（2等陸佐）
- 南恵庭駐屯地業務隊「南恵業」（2等陸佐）
- 幌別駐屯地業務隊（2等陸佐）、幌別射撃場
- 静内駐屯地業務隊（2等陸佐）、静内対空射場。

- 岩見沢駐屯地業務隊（2等陸佐）、孫別演習場。
- 札幌駐屯地業務隊「札業」（1等陸佐（一））
- 丘珠駐屯地業務隊（2等陸佐）
- 滝川駐屯地業務隊「滝業」（2等陸佐）滝川演習場、新十津川射撃場
- 美唄駐屯地業務隊「美唄業」（2等陸佐）、美唄訓練場。
- 真駒内駐屯地業務隊「真業」（1等陸佐（二））、北海道大演習場（西岡地区）、真駒内弾薬庫、渡河訓練場
- 倶知安駐屯地業務隊「俱業」（2等陸佐）、高嶺演習場、ニセコ演習場、倶知安射撃場
- 函館駐屯地業務隊「函業」（2等陸佐）、駒ケ岳演習場、亀田射撃場

### 東北方面総監の指揮監督を受ける駐屯地業務隊
- 霞目駐屯地業務隊（2等陸佐）、岩沼訓練場
- 多賀城駐屯地業務隊（2等陸佐）、利府射撃場
- 大和駐屯業務隊（2等陸佐）
- 仙台駐屯地業務隊「仙業」（1等陸佐（一））
- 船岡駐屯地業務隊「船業」（2等陸佐）

- 神町駐屯地業務隊（1等陸佐（二））、東根射撃場

- 福島駐屯地業務隊「福業」（2等陸佐）、福島射撃場
- 郡山駐屯地業務隊「郡業」（2等陸佐）、高森訓練場

- 青森駐屯地業務隊「青業」（1等陸佐（二））
- 弘前駐屯地業務隊「弘業」（2等陸佐）
- 八戸駐屯地業務隊「八業」（2等陸佐）

- 岩手駐屯地業務隊「岩業」（2等陸佐）、滝沢射撃場

- 秋田駐屯地業務隊（2等陸佐）、秋田射撃場

### 東部方面総監の指揮監督を受ける駐屯地業務隊
- 古河駐屯地業務隊「古河業」（長2等陸佐）
- 習志野駐屯地業務隊「習業」（長2等陸佐）
- 木更津駐屯地業務隊「木更津業」（長2等陸佐）
- 朝霞駐屯地業務隊（長1等陸佐）、大井通信所、朝霞訓練場
- 練馬駐屯地業務隊（長1等陸佐）
- 東立川駐屯地業務隊（長2等陸佐）
- 立川駐屯地業務隊（長2等陸佐）
- 座間駐屯地業務隊（長2等陸佐）
- 武山駐屯地業務隊「武山業」（長2等陸佐）、長坂射撃場
- 北富士駐屯地業務隊「北富士業」（長2等陸佐）、北富士演習場
- 滝ヶ原駐屯地業務隊「滝業」（長2等陸佐）
- 駒門駐屯地業務隊「駒業」（長2等陸佐）
- 板妻駐屯地業務隊「板妻業」（長2等陸佐）

- 宇都宮駐屯地業務隊（長2等陸佐）

- 相馬原駐屯地業務隊（長1等陸佐）
- 新町駐屯地業務隊（長1等陸佐）

- 新発田駐屯地業務隊「新発田業」（長2等陸佐）、大日原演習場
- 高田駐屯地業務隊（長2等陸佐）、上湯谷射撃場

- 松本駐屯地業務隊（長2等陸佐）、松本射撃場

### 中部方面総監の指揮監督を受ける駐屯地業務隊
- 今津駐屯地業務隊「今業」（2等陸佐）、饗庭野演習場
- 大津駐屯地業務隊「大津業」（2等陸佐）、滋賀里訓練場

- 福知山駐屯地業務隊「福業」（2等陸佐）、福知山射撃場、福知山訓練場
- 大久保駐屯地業務隊「大久保業」（2等陸佐）、長池演習場

- 信太山駐屯地業務隊「信業」（2等陸佐）、信太山演習場、信太山訓練場
- 八尾駐屯地業務隊「八業」（2等陸佐）
- 伊丹駐屯地業務隊「伊業」（1等陸佐（一））
- 千僧駐屯地業務隊「千業」（1等陸佐（二））、久代射撃場
- 青野原駐屯地業務隊「青業」（2等陸佐）、青野原演習場、青野原高射教育訓練場
- 姫路駐屯地業務隊「姫業」（2等陸佐）、姫路射撃場

- 金沢駐屯地業務隊「金業」（2等陸佐）

- 春日井駐屯地業務隊「春業」（2等陸佐）
- 守山駐屯地業務隊「守業」（1等陸佐（二）、日野基本射撃場、小幡訓練場
- 豊川駐屯地業務隊「豊業」（2等陸佐）、高山射撃場、豊川訓練場

- 久居駐屯地業務隊「久業」（2等陸佐）、久居訓練場、久居射撃場
- 米子駐屯地業務隊「米業」（2等陸佐）、米子射撃場、米子訓練場
- 出雲駐屯地業務隊「出業」（2等陸佐）、出雲射撃場
- 日本原駐屯地業務隊「日業」（2等陸佐）、日本原演習場、日本原訓練場
- 海田市駐屯地業務隊「海業」（1等陸佐（二））、原村演習場
- 山口駐屯地業務隊「山業」（2等陸佐）、山口射撃場、山口訓練場、山口弾薬庫
- 徳島駐屯地業務隊「徳業」（2等陸佐）
- 善通寺駐屯地業務隊「善業」（1等陸佐（二））、国分台演習場、高屋射撃場、大池訓練場、大麻山弾薬庫
- 松山駐屯地業務隊「松業」（2等陸佐）、小野演習場、小野訓練場
- 高知駐屯地業務隊「高業」（2等陸佐）、高知演習場

### 西部方面総監の指揮監督を受ける駐屯地業務隊
- 福岡駐屯地業務隊「福業」（1等陸佐）、福岡射撃場
- 小倉駐屯地業務隊「小倉業」（2等陸佐）、曽根訓練場
- 飯塚駐屯地業務隊（2等陸佐）、西山訓練場
- 小郡駐屯地業務隊「小郡業」（2等陸佐）、太刀洗通信所、小郡訓練場、桜谷射撃場
- 久留米駐屯地業務隊「久業」（2等陸佐）、久留米弾薬庫、鷹取山通信中継所
- 佐賀駐屯地業務隊（長不明）
- 大村駐屯地業務隊（2等陸佐）、大多武演習場
- 相浦駐屯地業務隊（2等陸佐）、早岐射撃場
- 竹松駐屯地業務隊「竹業」（2等陸佐）
- 別府駐屯地業務隊「別業」（2等陸佐）、十文字原演習場、両子山通信訓練場、国東通信中継所、山浦無人中継所
- 湯布院駐屯地業務隊「湯業」（2等陸佐）、日出生台演習場
- 玖珠駐屯地業務隊「玖業」（2等陸佐）
- 健軍駐屯地業務隊「伊業」（1等陸佐）
- 北熊本駐屯地業務隊「北熊業」（2等陸佐）、大矢野原演習場、黒石原演習場
- えびの駐屯地業務隊「え業」（2等陸佐）、霧島演習場
- 都城駐屯地業務隊「都業」（2等陸佐）、都城訓練場、高ノ峰射撃場、鰐塚山通信訓練場
- 川内駐屯地業務隊「川業」（2等陸佐）
- 国分駐屯地業務隊（2等陸佐）、国分射撃場、佐多射撃場
- 奄美駐屯地業務隊「奄業」（2等陸佐）
- 那覇駐屯地業務隊「那業」（1等陸佐）
- 宮古島駐屯地業務隊「宮業」（2等陸佐）、保良訓練場（弾薬庫2棟）
- 石垣駐屯地業務隊「石垣業」（2等陸佐）
- 与那国駐屯地業務隊（2等陸佐）

## 駐屯地業務隊を置かない駐屯地
- 「駐屯地司令及び駐屯地業務隊等に関する訓令」第9条で市ヶ谷駐屯地および別表第2に定める駐屯地には駐屯地業務隊を置かないものとする[3]。
- 市ヶ谷駐屯地には業務隊が置かれず、代って陸上自衛隊中央業務支援隊が置かれていて、隊長が市ヶ谷駐屯地の駐屯地司令を兼任する。
- 各職種学校・補給処等以外に、基幹となる部隊がない駐屯地では駐屯地業務隊が置かれない場合が多い。そういった駐屯地では当該組織がその業務を担当するところが多い[4]。
- 同様に、駐屯部隊が1個中隊程度の小規模な駐屯地では駐屯地業務隊が置かれない場合がある。そういった駐屯地では基幹部隊自らがその業務を担当する（隊または中隊内の業務小隊、または後方支援隊等の後方支援部隊。対馬警備隊においては後方支援隊）。
- 分屯地においては、所属する駐屯地の駐屯地業務隊が併せて業務を行うため業務隊等は編成されない[5]。

### 駐屯地業務隊を置かない駐屯地（市ヶ谷駐屯地を除く）の一覧
北部方面隊の3個駐屯地、東部方面隊の13個駐屯地、中部方面隊の9個駐屯地、西部方面隊の6個駐屯地の計31個駐屯地が駐屯地業務隊を置かない駐屯地となる。駐屯地管理業務を学校等機関が行うのが12個駐屯地、補給処等が行うのが9個駐屯地、病院が行うのが4個駐屯地、島嶼警備隊が行うのが1個駐屯地、施設中隊等が行うのが3個駐屯地。
※（）内は駐屯地業務を担当する部隊等の長
- 島松駐屯地（陸上自衛隊北海道補給処長）
- 安平駐屯地（陸上自衛隊北海道補給処安平弾薬支処長）
- 白老駐屯地（陸上自衛隊北海道補給処白老弾薬支処長）
- 勝田駐屯地（陸上自衛隊施設学校長）
- 土浦駐屯地（陸上自衛隊武器学校長）
- 北宇都宮駐屯地（陸上自衛隊航空学校宇都宮分校長）
- 十条駐屯地（陸上自衛隊補給統制本部長）
- 市ヶ谷駐屯地（陸上自衛隊中央業務支援隊長）
- 松戸駐屯地（陸上自衛隊需品学校長）
- 下志津駐屯地（陸上自衛隊高射学校長）
- 三宿駐屯地（陸上自衛隊衛生学校長）
- 目黒駐屯地（陸上自衛隊教育訓練研究本部長・航空自衛隊幹部学校長[6]）
- 用賀駐屯地（陸上自衛隊関東補給処用賀支処長）
- 小平駐屯地（陸上自衛隊小平学校長）
- 横浜駐屯地（陸上自衛隊中央輸送隊長）
- 久里浜駐屯地（陸上自衛隊通信学校長）
- 富山駐屯地（第382施設中隊長）
- 鯖江駐屯地（第372施設中隊長）
- 富士駐屯地（陸上自衛隊富士学校長）
- 明野駐屯地（陸上自衛隊航空学校長）
- 桂駐屯地（陸上自衛隊関西補給処桂支処長）
- 宇治駐屯地（陸上自衛隊関西補給処長）
- 川西駐屯地（自衛隊阪神病院長）
- 和歌山駐屯地（第304水際障害中隊長）
- 三軒屋駐屯地（陸上自衛隊関西補給処三軒屋弾薬支処長）
- 春日駐屯地（自衛隊福岡病院長）
- 前川原駐屯地（陸上自衛隊幹部候補生学校長）
- 目達原駐屯地（陸上自衛隊九州補給処長）
- 対馬駐屯地（対馬警備隊長）
- 熊本駐屯地（自衛隊熊本病院長）
- 南那覇駐屯地（自衛隊那覇病院長）

## 特徴
駐屯地司令としての業務は一般的にその駐屯地の基幹部隊の長、方面総監部所在駐屯地においては次席の幕僚長、師団（旅団）司令部所在駐屯地においては次席の副師団（旅団）長が兼務し、駐屯地業務隊長がその任に当たることはない。同様に駐屯地司令としての業務、例えば駐屯地内の命令会報や対外的な広報などは基幹部隊の総務的な役割を担う1科などが担当する。しかしながら郵便の受け取りや、基地システム通信を利用した文書（電報）発信時における発信調整者は駐屯地業務隊（正確には業務隊の総務科長）が担当するなど、細部においては隊員であっても、混乱の元となる内容も多い。このように担当業務や名称が紛らわしいせいか、一般の市民が誤解している例も見受けられる。また、過去には檜町駐屯地業務隊長が駐屯地司令職を兼務していた時代もあった。なお、駐屯地司令を兼務する部隊長に事故が発生時に関しては例外であり、同規模の部隊が所在していない場合に限って駐屯地業務隊長が駐屯地司令職を命ぜられる場合もある。ただし、駐屯地業務隊と言う名称に完全に一致しているわけではないが、中央業務支援隊長が市ヶ谷駐屯地司令を兼務するような例もある。
駐屯地業務隊は、自衛隊における職種としては、多種多様な部隊の出身者によって構成されている。場合によっては心身の故障などにより戦闘職種での勤務が困難で異動してきたと言うケースもある（そうであっても、出身部隊の本部管理中隊等で補給や整備の方面で活躍することも可能）。実際には隊員の年齢は比較的高齢であり、陸士が配属されることも稀である（主に分屯先の管理班の糧食や管理業務等）。駐屯地によっては、営内者がゼロと言うこともざらにある。基本的に定年ポスト的な意味合いも強く、前線で活躍してきた隊員で定年まで数年という年齢等の身体的理由により前線部隊での激務に耐えられないと自己および所属長が判断の上、駐屯地業務隊勤務になるといった例もある。
以前は小平学校（旧業務学校）などで、人事や文書・法務について習得してきた隊員も多い。師団司令部などには法務官が配置されているが、その割り当てがない一般の駐屯地では法務面、特に行政的取り扱いについては、業務隊に詳しい隊員が多い（ただし、部署や役職名としてはっきりとわかる形で設置されていることはない。）。

## 沿革
保安隊
- 1952年（昭和27年）10月18日：第6連隊隷下に駐屯地管理隊・福祉隊（後の美幌駐屯地業務隊）が編成。
- 1953年（昭和28年）9月1日：

1. 旭川駐屯地業務隊が新編。
2. 遠軽駐屯地業務隊が新編。
3. 美幌駐屯地業務隊が美幌駐屯地の駐屯地管理隊・福祉隊を基幹に新編。
4. 函館駐屯地業務隊が新編。
5. 練馬駐屯地業務隊が新編。
6. 姫路駐屯地業務隊が新編。
7. 久留米駐屯地業務隊が新編。

- 1954年（昭和29年）2月15日：南古河駐屯地業務隊が新編。

陸上自衛隊
- 1954年（昭和29年）
  - 8月20日：下志津駐屯地業務隊が習志野駐屯地に新編。
  - 10月25日：丘珠分屯地開設に伴い、札幌駐屯地業務隊から管理要員を派遣。
- 1955年（昭和30年）12月1日：下志津駐屯地開設により、下志津駐屯地業務隊が習志野駐屯地から移駐（12月10日移駐完了[9]）。
- 1958年（昭和33年）
  - 4月1日：札幌駐屯地業務隊丘珠業務班を編成。
  - 12月1日：武山駐屯地業務隊が新編。
- 1959年（昭和34年）8月13日：

1. 高射学校の組織改編により、下志津駐屯地業務隊が廃止。
2. 通信学校の組織改編により、久里浜駐屯地業務隊が廃止。
3. 幹部候補生学校の組織改編により、前川原駐屯地業務隊が廃止。

- 1960年（昭和35年）3月15日：朝霞駐屯地業務隊が新編[10]。
- 1961年（昭和36年）8月17日：北古河駐屯地と南古河駐屯地が併合され、古河駐屯地となる[11]。南古河駐屯地業務隊を古河駐屯地業務隊に改称。
- 1962年（昭和37年）4月1日：札幌駐屯地業務隊丘珠業務班を札幌駐屯地業務隊丘珠派遣隊に改編。
- 1974年（昭和49年）
  - 8月1日：

  1. 別海駐屯地業務隊が新編。
  2. 丘珠駐屯地業務隊が新編。
  3. 滝ヶ原駐屯地業務隊が新編。

  - 時期不明:春日井駐屯地業務隊が新編。
- 1976年（昭和51年）8月20日：青野原駐屯地業務隊が新編。
- 1983年（昭和58年）5月：立川駐屯地業務隊が新編。
- 2000年（平成12年）3月27日：市ヶ谷駐屯地業務隊が廃止。
- 2010年（平成22年）3月26日：那覇駐屯地業務隊が新編。
- 2013年（平成25年）3月26日：座間駐屯地に昇格。朝霞駐屯地業務隊座間派遣隊を廃止し、座間駐屯地業務隊が新編。
- 2023年（令和5年）3月16日：駐屯地業務隊の新編[12]。

1. 石垣駐屯地業務隊が新編。
2. 宮古島駐屯地業務隊が新編。
3. 奄美駐屯地業務隊が新編[13]。
4. 与那国駐屯地業務隊が新編。

- 2025年（令和07年）
  - 4月1日：佐賀駐屯地業務隊準備隊を目達原駐屯地に編成[14][15]。
  - 7月9日：佐賀駐屯地の開設に伴い、佐賀駐屯地業務隊準備隊を佐賀駐屯地に移駐のうえ佐賀駐屯地業務隊に改編。